# مايلزا غوميز
مايلزا غوميز (من مواليد 10 ديسمبر 1976) سياسية من البرازيل. على الرغم من ولادتها في ماتو جروسو دو سول، فقد أمضت حياتها السياسية كممثلة لأكري، بعد أن شغلت منصب عضو مجلس الشيوخ منذ عام 2019.

## الحياة الشخصية
غوميز متزوجة من جيمس غوميز عمدة سينادور غيومارد السابق. وهي خريجة جامعة أكري الاتحادية ولديها طفلان.

## الحياة السياسية
لم يتم انتخاب غوميز في الانتخابات العامة البرازيلية لعام 2018، ولكن نظرًا لانتخاب السناتور جلادسون كاميلي حاكمة لأكري، فقد تم اختيارها كبديل له في مجلس الشيوخ. هي رابع امرأة تخدم في مجلس الشيوخ الفيدرالي من أكري، أما الأخريات فهن ريس سيليا كابانيلاس وليليا دي ألكنتارا ومارينا سيلفا.